# Teaterinstruktionsbog
En teaterinstruktionsbog er en instruktionsbog, hvor betegnelsen dækker instruktørens personlige tekst eksemplar af et givent skuespil med indsatte blanke sider, hvorpå instruktøren kan indføje sine notater om iscenesættelsen af stykket.
En lang række førende danske teaterinstruktørers instruktionsbøger er bevaret i Dramatisk Bibliotek på Det Kongelige Bibliotek.